# Neujahrskonzert der Wiener Philharmoniker 2011
Das Neujahrskonzert der Wiener Philharmoniker 2011 war das 71. Neujahrskonzert der Wiener Philharmoniker und fand am 1. Jänner 2011 im Wiener Musikverein statt. Dirigiert wurde es zum ersten Mal von Franz Welser-Möst.

## Besonderheiten
In diesem Jahr standen wieder Kompositionen auf dem Programm, die nie zuvor im Neujahrskonzert gespielt wurden, darunter ein Werk von Franz Liszt. Kritiker machten aufmerksam, dass dieses Konzert ein völlig anderes Format gehabt habe, als man es bisher gekannt habe.
Der Blumenschmuck für das Neujahrskonzert war auch 2011, wie bereits seit 1980, ein Geschenk der italienischen Stadt Sanremo.

## Pausenfilm
Der Pausenfilm trug den Titel Die Wiener Philharmoniker on tour und wurde von Hannes Rossacher (Regie) gestaltet; dieser Film verarbeitete die zahlreichen Konzertreisen der Wiener Philharmoniker.

## Fernsehübertragung
Das Neujahrskonzert 2011 wurde in Radio und Fernsehen weltweit übertragen. Die Bildregie führte Brian Large.

## Aufnahmen
Die Aufnahme des Konzertes zählte in Österreich zu den meistverkauften Alben des Jahres 2011.

## Programm

### 1. Teil
- Johann Strauss (Sohn): Reitermarsch, op. 428
- Johann Strauss (Sohn): Donauweibchen, Walzer, op. 427
- Johann Strauss (Sohn): Amazonen-Polka, op. 9*
- Johann Strauss (Sohn): Debut-Quadrille, op. 2*
- Joseph Lanner: Die Schönbrunner, Walzer, op. 200
- Johann Strauss (Sohn): Muthig voran!, Polka schnell, op. 432*

### 2. Teil
- Johann Strauss (Sohn): Csárdás aus „Ritter Pásmán“, op. 441
- Johann Strauss (Sohn): Abschieds-Rufe, Walzer, op. 179*
- Johann Strauss (Vater): Furioso-Galopp nach Liszts Motiven, op. 114
- Franz Liszt: Mephisto-Walzer Nr. 1*
- Josef Strauss: Aus der Ferne, Polka mazur, op. 270
- Johann Strauss (Sohn): Spanischer Marsch, op. 433
- Joseph Hellmesberger junior: Zigeunertanz aus „Die Perle von Iberien“*
- Johann Strauss (Vater): Cachucha-Galopp. op. 97
- Josef Strauss: Mein Lebenslauf ist Lieb´und Lust. Walzer, op. 263

### Zugaben
- Eduard Strauß: Ohne Aufenthalt, Polka schnell, op. 112
- Johann Strauss (Sohn): An der schönen blauen Donau, Walzer, op. 314
- Johann Strauss (Vater): Radetzky-Marsch, op. 228

Werkliste und Reihenfolge sind der Website der Wiener Philharmoniker entnommen.
 Mit * gekennzeichnete Werke standen erstmals in einem Programm eines Neujahrskonzertes.